# B-ROSE
B-ROSE（ビー・ローズ）とは、Bリーグ・横浜ビー・コルセアーズの公式チアリーディングチームの名称。名称は横浜の市花である薔薇を由来としている。

## 概要

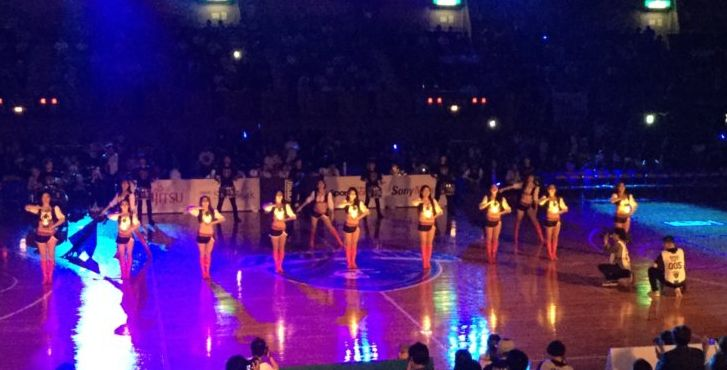
2017年9月29日撮影　横浜文化体育館にて　ゲームオープニング演出

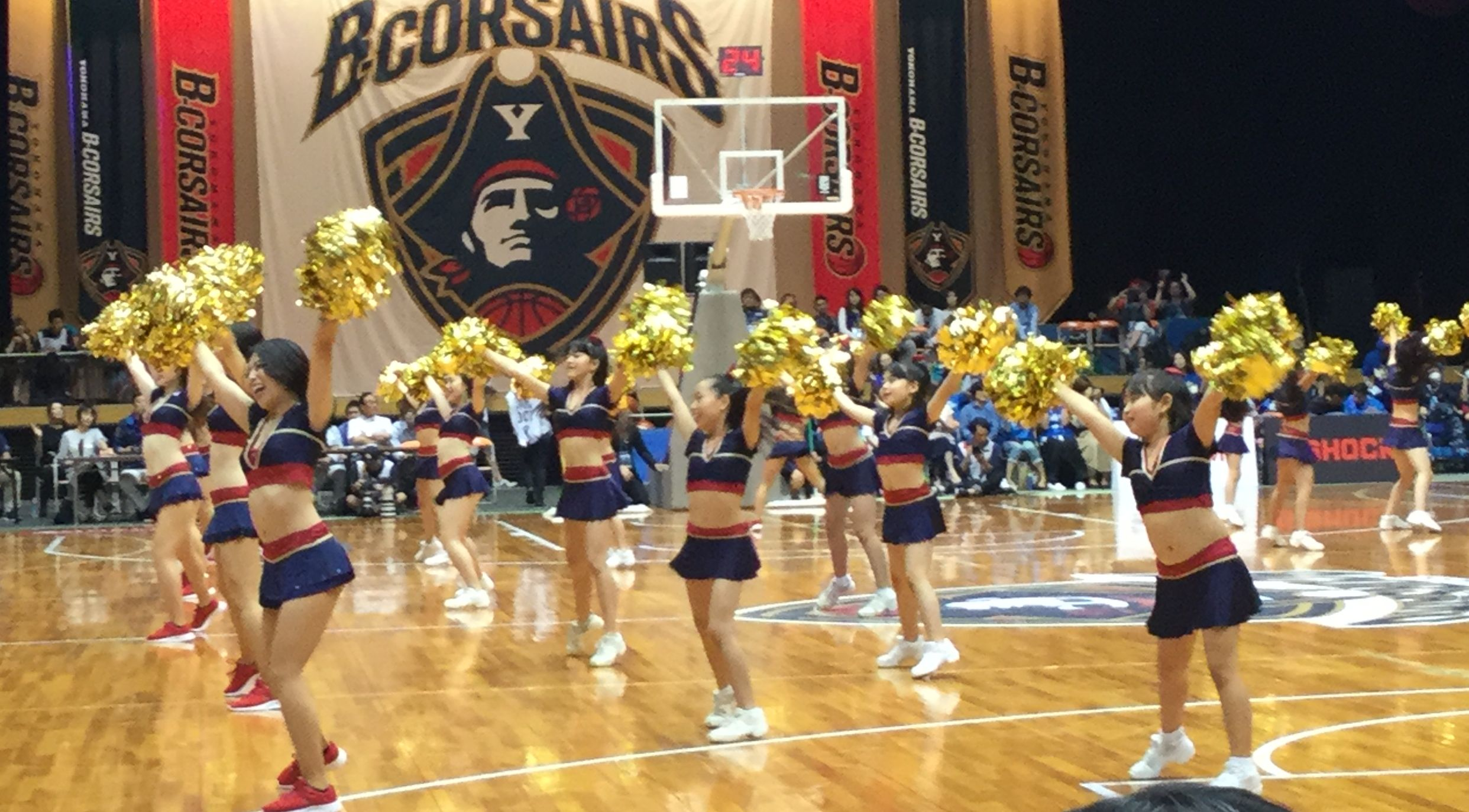
2017年9月30日撮影　横浜文化体育館にて

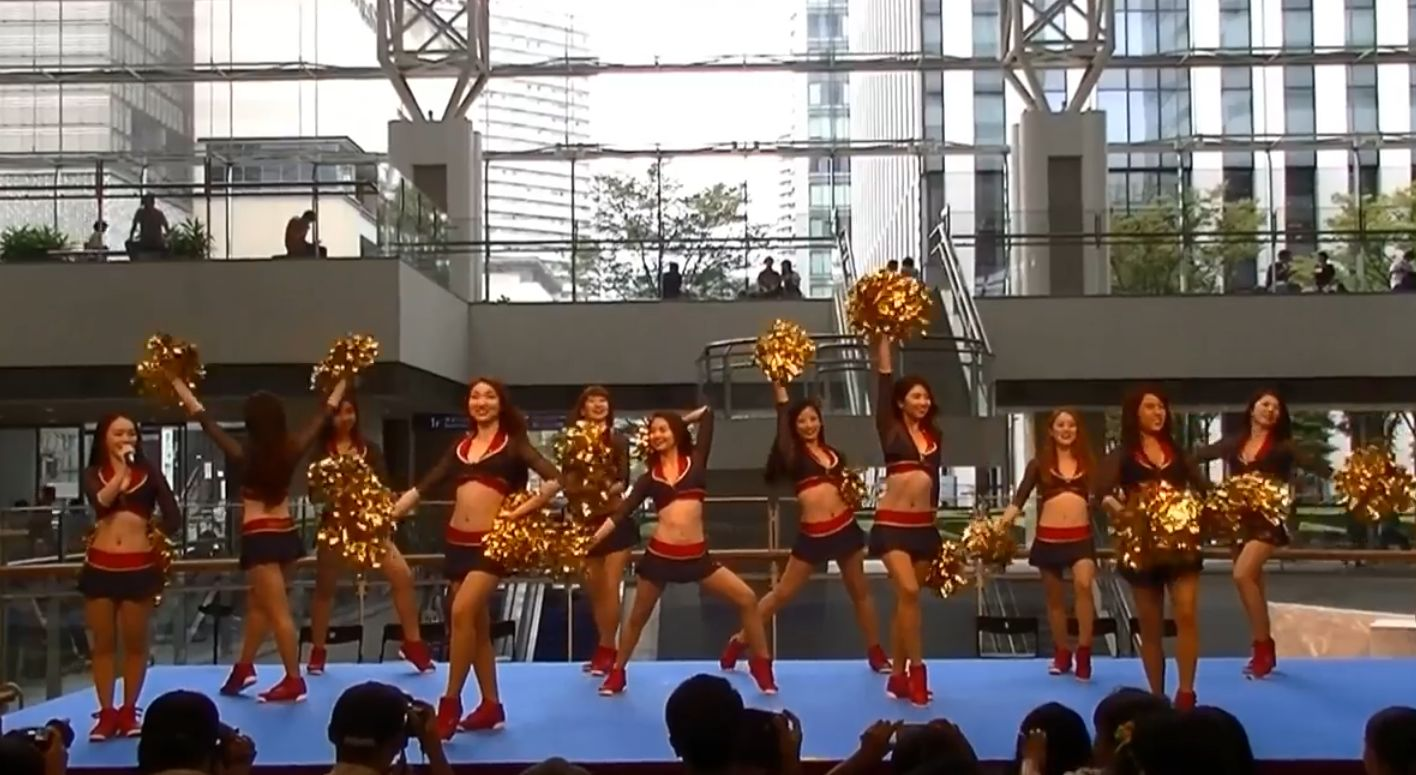
2015年9月14日撮影　クイーンズスクエア横浜 クイーンズサークル 第4回薬物乱用防止キャンペーン　イベント出演にて

B-ROSEは、2011年にプロバスケットボールチーム横浜ビー・コルセアーズの公式チアリーディングチームとして結成された。活動内容は、横浜ビー・コルセアーズの試合でのダンスパフォーマンス、パフォーマンスショーに加え、各種イベント出演（スポーツイベント、セレモニー、お祭り、大会エキシビジョン等）、メディア出演（TV、ラジオ、紙面等）、学校訪問（チアリーダー教室等）、SNSでの情報発信などの活動を行っている。

### チームコンセプト
- チームイメージは「Noble Beauty（気品ある美しさ）」[1]。
- ブースターの皆さんとともに、横浜ビー・コルセアーズの勝利につながるパワーを選手達へ届けます![1]。
- 横浜らしい!ビーコルらしい!オリジナリティーあふれるエンターテイメントパフォーマンスで、皆さんを魅了し試合会場を華やかに彩ります!![1]。
- 横浜女性のロールモデル[注 1]としての自覚と存在感を持ち、チームとともに地域活性化促進に貢献いたします[1]。

1. ↑  ロールモデルとは｢お手本になる存在｣ということ。日本のチアリーダーがステータスを手に入れる為にはスポーツエンターテインメント自体が成熟し、文化として社会に認められる必要がある。チアリーダーも一人一人がロールモデルになる意識をもち活動することが大事という植村の考え[3]によるもの

### bjリーグ時代（2011年 - 2016年）
- 2010年に横浜ビー・コルセアーズがbjリーグへの参入が決まった事から，植村綾子がチーム運営に｢チアリーダーチームのディレクション｣の提案を持ち込んだのがB-ROSEの原型である[3]。
- 植村の提案書では、｢ユニフォームはハイセンスな横浜らしいデザイン、チアリーダーの立ち振る舞いはノーブルビューティーに、パフォーマンスは横浜の文化と歴史を連想させるストーリー性やエンターテインメント性を重視し、ダンスはシンクロ性能高い構成にすること、子供向けのチアスクールを立ち上げること｣などが盛り込まれていた[3]．
- 創立時メンバーは2011年3月に選出の予定だったが、東日本大震災のため2011年4月24日に開催された第一回チアパフォーマーオーディションで選抜された[3][4]Aki,Kayo,Keiko,Sumiko,Chi-,Domi,Honoka,Mao,Maki,Manami,Megu,Yu,Yukina。結成当初は横浜B-CORSAIRSパフォーマンスチーム(ダンスパフォーマンス部門)という仮称だった。
- オーディション名が示す通り、当初は純粋なチアリーダーではなく場内全体を楽しませる「パフォーマー」としての色彩を打ち出していたため、バンドやコミック団体も受け入れていた[4]。しかしB-ROSE自体は、結成時には純粋なチアリーダーチームであり、他の団体とは別に活動している。[4]
- 団体としての初の活動は2011年6月2日に赤レンガ倉庫で実施された横浜開港祭におけるブース出展でメンバーのChi-が参加、チアパフォーマンスとしての初の活動は「2011 tvk 秋じゃないけど収穫祭」に、横浜B-CORSAIRSパフォーマンスチーム(ダンスパフォーマンス部門)として出演した2011年6月5日である[4]。
- 初代B-ROSE（現在のトップチーム）には、当時まだ小学6年生のメンバーが1名(Mao)在籍していた。
- "B-ROSE"という名称が最初に使われたのは2011年10月1日のチーム公式ブログ[5]、他の名称候補には「Rosy Dolls」などがあった。
- メンバーは、毎年オーディションで選ばれた十数名で構成される。2013-14シーズンまではオーディションが第一次～第三次までの三段階で行われ、最終の第三次オーディションではブースター・後援会会員も選抜の投票に参加する公開方式を採用していた[6]。
- 2012-13シーズン｢bjリーグ　ベストパフォーマー賞｣を受賞[2]。
- 2013年にアンダーカテゴリーのユース、サテライト、Jr.ユース、ジュニアチームが設立された[7][8][9]
- 動画配信サービス｢SHOWROOM｣で、毎週メンバーが交代で出演する番組｢それいけB-ROSE！｣を配信していた。総配信回数は103回[10]。
- 練習など主な活動拠点は磯子区のたきがしら会館である。

### Bリーグ時代（2016年 - ）

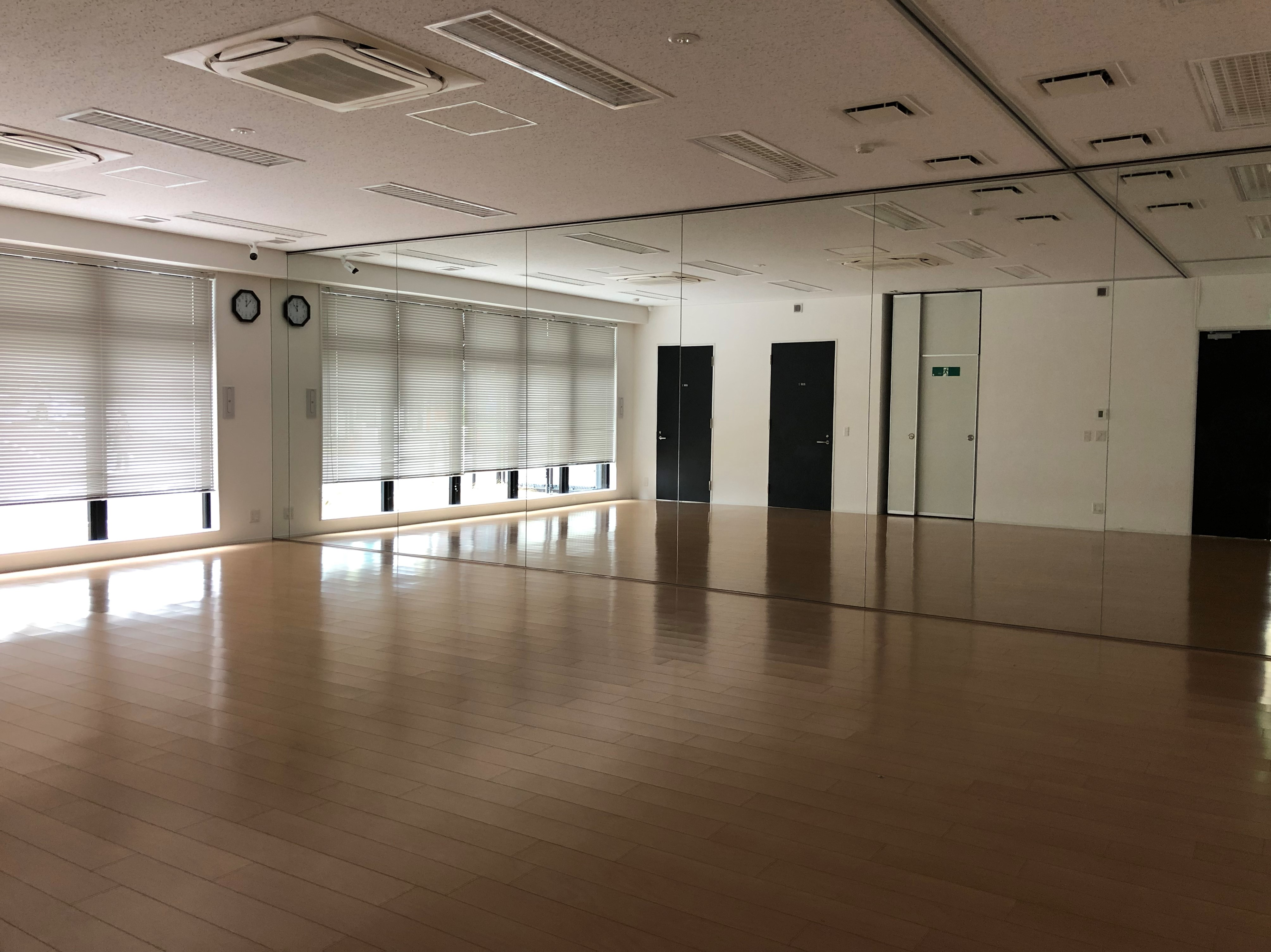
2019年1月6日撮影　B-ROSE練習拠点　B-COR Studio

- メンバーは、毎年オーディションで選ばれた十数名で構成される(2016-2019までは13名で固定[注2 1])。
- 2018年にセンター北駅前に設立されたビーコルセンターが中核の活動拠点となり、同施設でのスクール開催や練習等を2018年3月から開始した。

1. ↑  2018-19シーズンは長期治療を必用とするこどもの復学支援プロジェクト「TEAMMATES（チームメイツ）」事業にてシーズン中に13名の枠外でMIKOTOが加入している

## パフォーマンス
パフォーマンスのセットリストは、ゲストやイベントの状況、試合展開によって随時変更されるため、本稿では2018年2月11日　2017-18 19節横浜ビー・コルセアーズ　島根スサノオマジック戦でのセットリストに限定して記述する(参考：当該試合のダイジェスト映像 - YouTube)。
- オープニングのパフォーマンスは、登場曲はパイレーツ・オブ・カリビアンの「He's a Pirate」で、アンカーランプを手にB-ROSEが登場する演出である。
- スターティングメンバー入場時は、B-ROSEが左右に並びコートへのゲートを作って、コートに迎える演出を行う。
- 1Q終了後のインターバル(2分間)は、B-ROSSEメンバーの紹介とソロパフォーマンスを実施する。使用曲はthe JaneDear girls ｢Footloose｣
- ハーフタイムショーの使用曲はKaiser-T ｢Stand up｣, Movimento Latino ｢Can't Take My Eyes Off You｣
- 3Q終了後のインターバル(2分間)は、Ｔシャツを観客席にバズーカで打ち込むプレゼントを実施する。使用曲はケツメイシ ｢カーニバル｣

- 1回目のタイムアウトにおけるパフォーマンスでの使用曲はThe Saturdays の｢What About Us[The Buzz Junkies Club Mix]｣
- 2回目のタイムアウトにおけるパフォーマンスでの使用曲は横浜銀蠅の｢I LOVE 横浜｣
- 3回目のタイムアウトにおけるパフォーマンスでの使用曲はLittle Mix の｢Stand Down｣
- 4回目のタイムアウトはパフォーマンスなし
- 5回目のタイムアウトにおけるパフォーマンスでの使用曲は*High School Musical 2 ｢All for One｣
- 6回目のタイムアウトにおけるパフォーマンスでの使用曲はTina Turnerの｢Proud Mary｣
- 7回目のタイムアウトにおけるパフォーマンスでの使用曲はMeghan Trainorの｢Dear Future Husband｣
- 8回目のタイムアウトにおけるパフォーマンスでの使用曲はRADIOTSの｢YO-HO A PIRATE'S LIFE FOR ME｣

## メンバー（トップチーム）

### 2011 - 2012年シーズン
Aki,Kayo,Keiko,Sumiko,Chi-,Domi,Honoka,Mao,Maki,Manami,Megu,Yu,Yukina

### 2012 - 2013年シーズン
| 役職                   | 名前   | 写真 | メッセージ | 補足            |
| ---------------------- | ------ | ---- | --- | --------------- |
| メンバー               | Emi    |      | はじめまして。ルーキーのエミです！ 去年、B-CORの試合を見て、B-CORファミリーのファンになりました！カンファレンスセミファイナルの最終戦の横浜文化体育館の試合、後半戦の「ゴー！ゴー！ビーコル！」コールで、会場が一体となったのが忘れられません。来年は、私も仲間に入りたい！今のB-ROSEの一員になりたい！そんな気持ちでB-ROSEのオーディションを受けました。 念願叶ってB-ROSEの一員になることができ、とても光栄です！そして、ブースターの皆さんと一緒にB-CORを応援できること、とても楽しみです！ 2012-2013シーズン、ご縁があって集まったこのメンバー＆ディレクターで、最高のパフォーマンスをしたいです！します！GO！B-COR！！ |                 |
| メンバー               | kayo   |      | 横浜ブースターの皆様こんにちは！今年も、B-ROSEとしてビーコルを応援できることを大変嬉しく思います。今年もよろしくお願いします！ 昨シーズンで、最も記憶に残っている試合は、プレーオフです。第三戦までもつれ込み、夜遅くまで試合が続いたにもかかわらず、横浜文化体育館では、多くのブースターさんに熱い応援をして頂きました。有明行きが決まった瞬間の会場の一体感は今でも忘れられません。あの熱いブーストをもう一度、、、！会場でお待ちしています☆ | 2011-12メンバー |
| メンバー               | Satomi |      | 初めまして♪B-ROSEルーキーのSatomiです！オーディションでチアと出会い、毎回必死に練習に臨み、「まだ先だ」と思っていたホーム開幕戦が、いよいよやって来ました！ 楽しみと期待、不安と緊張・・・、いろいろな感情が混ざり合って胸がいっぱいですが、ブースターの皆さんを自然に笑顔にできる、強いパワーを与えられるパフォーマンスを披露したい！ブースターの皆さんと一体となって熱く楽しく応援し、チームを勝利に導きたい！そう思っております。皆さんと忘れられない最高のひとときを過ごすため、ホーム開幕戦まであとわずか、1回1回を大切に練習に励みたいです！ それでは11月10日にお会いできること、一緒に応援できることをとても楽しみにしております♪                                                                                        |                 |
| メンバー               | Sora   |      | 皆様！はじめまして！！！ルーキーのSORAです。B-ROSEメンバーとなり、練習に参加させて頂いてから、早くも5ヶ月が経とうとしています。時間が経つのは早いもので、本当にあっという間ですね。私は最初、何も分からず、全てにおいてハテナ？状態でした。でも、その日々の練習の中でB-ROSEのメンバー、AYAKOさん、HANAEさん、皆から厳しくも優しい言葉をたくさん頂いて頑張れています。B-ROSEのメンバーに選ばれたという自覚を持ち、同じ環境の中で踊らせて頂けること、本当にありがたく思っています☆ ホーム開幕戦までもう目の前！！！熱い応援をしてくれる、たくさんのブースターの皆さんの笑顔があれば、選手の皆さん、B-ROSEの皆も安心ですね。 今シーズンも熱い応援、よろしくお願いします！一緒に盛り上げましょう！Let's Go B-COR！Let's Go B-ROSE！ |                 |
| キャプテン             | chi-   |      | 昨シーズンに引き続き、B-ROSEキャプテンを務めさせて頂くchi-です。このチームでCAPとなり、人として成長するチャンスをもう一度頂いたので、昨シーズンの経験を活かし、今出来る事、今しか出来ない事、その時々の『今』を今シーズンは大切にしようと思います！！そして、メンバー一人一人が持っている、航海図の異なるパーツ(個性＆パワー)をまとめ、つなぎ合わせて、クルー(ブースターの皆様)と一緒に一枚の航海図を完成させ、宝を目指したいと思います！！ いざ出港！！是非、会場へお越しいただき、試合と共にB-ROSEのパフォーマンスをお楽しみ下さい！！そして、熱いブーストをよろしくお願いします！ | 2011-12メンバー |
| メンバー               | Domi   |      | 今シーズンも、思いっきりはりきっちゃいますDomiです！！また、B-CORSAIRSのチアを出来るのは、私にとってSUPER DUPER シアワセですっ☆ 実は、Honokaと同じ高校3年生。受験真っ只中ですが、やるべきことはしっかりやる！でも、大好きなことも手抜きしたくないっ！ということで、ホームゲームにてブースターの皆様と一緒に、新メンバーの加わったビーコルを応援して盛り上げたいと思っています！意外にポワッとしていて、負けず嫌いじゃない私ですが、B-ROSEの新メンバーと継続メンバーとも、AKB48のようにお互いに刺激し合いながら、自分をもっと磨いてフロントセンター取り合戦を楽しみたいです☆ぜひ応援してくださいね！！ | 2011-12メンバー |
| メンバー               | Honoka |      | こんにちは！Honokaです！ 2012-13シーズンも、皆さんの前でパフォーマンスが出来るので、とても楽しみです！今シーズン、私はB-ROSEと高校生活との両立で濃い日々を過ごしています。だからこそ、日々成長している自分を実感できるこのシーズンを、大切に過ごしていきたいです。受験の方は一段落したので、これからは残りの高校生活をエンジョイしつつ、B-CORに集中していきます！ 2年目のB-CORですが、去年の勢いに負けることなく、よりパワーアップしたB-CORを皆さんと創り上げて行きたいです。今シーズンも私達と共に熱いブーストで盛り上げていきましょう！Let's go B-COR！！ | 2011-12メンバー |
| メンバー               | Mai    |      | はじめまして。2012シーズンルーキーのMaiです。昨年、初めてB-CORの試合を観た時、その強さとB-ROSEのパフォーマンスに魅了され、それ以来、一気にB-CORファンになりました！ 今シーズン、大好きな横浜ビー・コルセアーズを、ブースターの皆様と一緒に応援できることをとても嬉しく思っています。今年は絶対に優勝したい！そのためには皆さんの応援が必要です。皆さんの声が選手の大きな力になります。私達B-ROSEと一緒に、熱い応援をよろしくお願いいたします。私達も、最高のパフォーマンスをお見せできるよう、メンバー一丸となり頑張ります！Let's Go！！B-COR！！ |                 |
| メンバー               | Maki   |      | ブースターの皆様、こんにちは！今シーズンも引き続きB-ROSEとして、横浜ビー・コルセアーズを皆様と一緒に応援することができて、本当に嬉しく思います！ 昨年の忘れ物を取りにいくために・・・、たくさんの荒波にのまれながら共に航海していきましょう！また、今年もビーコルブースターの皆様らしい声援を期待しております。私達B-ROSEも、オリジナリティー溢れるパフォーマンスを、送り届けたいと思います！We're the best☆Let's go B-COR！ | 2011-12メンバー |
| メンバー               | Manami |      | B-ROSEのManamiです☆いよいよ今シーズン開幕ですねっ！今シーズンも、チームを応援できる喜びと、パフォーマンスできる喜びで胸がいっぱいです♪新しく加わったメンバーには、私と同じショートヘアのメンバーもいるので、更に自分のカラーを出していきたいと思います☆新規参入の咋シーズンから比べると、いろいろな部分でバージョンアップし、いろいろなパフォーマンスをお楽しみいただけるように、準備をしてきました。今シーズンのパフォーマンスも、ぜひ！お楽しみください☆試合会場では、ブースターの皆さんと一緒にコールして、更にチームを盛り上げたいと思います！GO B-COR！！ | 2011-12メンバー |
| メンバー               | Megu   |      | 皆様こんにちは！Meguです！今シーズンもB-ROSEの一員としてパフォーマンスをさせて頂きます。新たな航海のスタートをドキドキ、ワクワクしながら待っています☆昨シーズン感じたあの喜び、興奮、感動を、また皆様と会場で感じたいと思います！もちろん、今シーズンの航海で目指すべき場所はただひとつ！！！そのためにも、会場で一緒にB-CORを盛り上げていきましょう！今シーズンもB-ROSEは、個性溢れるメンバーと共に頑張っていきます☆皆様にお会いできるのが楽しみです♪今シーズンも頑張りますので、応援よろしくお願い致します！GO！GO！B-COR！！！ | 2011-12メンバー |
| メンバー               | Yuka   |      | ブースターの皆さん！はじめまして、ルーキーのゆかです！私は、生まれも育ちも横浜の【浜っ子】です。今回、2012年～2013年にB-ROSEとして活動させていただくことになりました。大好きな横浜を応援できることをとても嬉しく思っています！私が今、一番楽しみにしていること、、、。それは、ブースターの皆様にお会いすることです！！B-CORを勝利に導くため、一緒に熱い声援を送りましょう！そして、さらにパワーUPしたB-ROSEをお楽しみに☆ブースターの皆さん、そして、会場にいる全ての皆さんが笑顔になれる、そんなパフォーマンスをお届けしたいと思います！ それでは！大航海の始まりです！荒波も大嵐も一緒に乗り越えて、勝利を掴みましょう☆レッツゴー！ビーコル☆                                                                                   |                 |
| パフォーマンスリーダー | Yukina |      | こんにちは！B-ROSEのYukinaです！今シーズンも昨シーズンに引き続き、B-ROSEとして活動させていただくことになりました☆今年は、B-ROSEのパフォーマンスリーダーを務めることになり、ブースターの方々に、去年よりもレベルアップしたB-ROSEをお見せ出来るよう、日々、厳しい練習を重ねています。 新メンバーも、B-ROSEの練習に慣れてきたようで一安心♪私自身もじっくり磨いて開幕戦に備えたいと思います。さて、今年はどんなB-ROSEを観る事が出来るのか！乞うご期待！！！ | 2011-12メンバー |
| メンバー               | Yuri   |      | ブースターの皆様。はじめまして、ルーキーのYuriです。2012-2013シーズンの航海をB-ROSEとして迎えられること、大変嬉しく思っています。それと同時に、どんな航路になるのか・・・、ちょっぴり不安もありますが、とってもドキドキしています。ブースターの皆様の熱い声援が、横浜ビー・コルセアーズ優勝の道に大きくつながります。どんな時でも勝利を信じ、ひとつでも多くの勝利の喜びを、ブースターの皆様と分かち合いたいです。そして、あの試合前の「緊張感」、試合中の「迫力」、勝利後の「爽快感」を共に楽しみましょう。ブースターの皆様、横浜ビー・コルセアーズに熱い熱い応援を、よろしくお願いいたします！ それでは、試合会場でお会いできるのを楽しみにしています！GO！B-COR！！                                                           |                 |

### 2013 - 2014年シーズン
チアリーダーズ「B-ROSE」2013-2014シーズン　メンバー紹介（全員） - YouTube
Honoka,Natsu,Chi-,Momoko,Hikari,Domi,Mayuna,Megu,Maki

### 2014 -2 015年シーズン
チアリーダーズ「B-ROSE」2014-2015シーズン　メンバー紹介（全員） - YouTube
Chi-,Natsu,Kaori,Naho,Yu-ki,Momoko,Mayuka,Megu,Mayuna,Maria,Maki

### 2015 - 2016年シーズン
| 役職               | 名前   | 写真 | メッセージ | 補足             |
| ------------------ | ------ | ---- | --- | ---------------- |
| Vice Captain       | Kaori  |      | 2015-2016シーズンいよいよ開幕。また更に⼤きくなった船に乗り、有明に向かって出航です︕私たちB-ROSEも勝利のために魂込めてパフォーマンスをいたします︕B-COR familiy⼀丸となって共に戦い、歴史に残るシーズンにしましょう︕︕Let's go B-COR ☆                                                                             | 2014～15メンバー |
| メンバー           | Sayaka |      | 今⽇までにもチームやブースターの皆様の温かさに触れ仲間に⼊った喜びを噛み締めています。開幕がとても楽しみです。節目となる今シーズンが最⾼に素敵なものになるよう気持ちを⼀つに熱く応援していきたいと思います。会場でお会いできるのを楽しみにしています☆私たちと⼀緒に最後まで全⼒で突っ⾛りましょう︕Let's Go! B-COR!! |                  |
| メンバー           | Natsu  |      | いよいよTKbjリーグ最後の1年が幕を開けます。そしてB-CORは5周年︕今シーズンも皆様と選⼿にパワーを与え、いざ、有明︕王座奪還︕間もなく出航!!!今シーズンも熱いブーストよろしくお願いいたします︕ | 2013～15メンバー |
| メンバー           | Naho   |      | 皆様、ついに開幕です︕ご存知の通り、特別な⼀年の幕開けですね。海賊船団の薔薇として、皆様と航海に出れるのが嬉しいです。荒波も追い風も、横浜の船団として共に誇らしく戦いましょう︕GO︕︕ B-COR︕︕ | 2014～15メンバー |
| Assistant Director | Maki   |      | いよいよ5回目の航海の始まりです。皆さんと今年はどんな航海が出来るのかワクワクしています︕最⾼の締め括りとなるようB-OR family⼒を合わせて突き進みましょう︕聖地・⽂体にてお会いできることを楽しみにしています。！ | 2011～15メンバー |
| メンバー           | Mayuka |      | いよいよホーム開幕戦︕︕今年は2年目となります。昨シーズンよりも皆様と⼀体感をもってB-CORを盛り上げていきたいと思います☆いつも熱い声援を頂いていますが、今シーズンは今まで以上のものをお願いします︕bjリーグ最後の年にふさわしい、最⾼の1年にしましょう︕                                                             | 2014～15メンバー |
| メンバー           | Mayuna |      | 遂にbjリーグ最後の年が開幕しますね︕ビーコルにとってとても⼤切な今シーズンを選⼿、スタッフ、ブースターの皆さん、私達B-ROSEでつくり上げていきましょう︕︕︕ そして、来年から始まるb.リーグに繋げていきましょう☆ Go!B-COR!                                                                                             | 2013～15メンバー |
| メンバー           | Maria  |      | ついに迎えるホームでの開幕戦︕2年目の私は昨年とは少し違う期待と緊張感でいっぱいです。今シーズンもブースターの皆様とたくさんのエールを選⼿に届け、昨年よりパワーアップしたパフォーマンスをお届けしていきたいと頑張っています。会場で皆様とお会い出来る事がとても楽しみです♩よろしくお願いします♡                      | 2014～15メンバー |
| メンバー           | Megu   |      | 今シーズンも皆様と共にB-CORの船出の時を迎えることができて嬉しいです。5シーズン目になりますが、毎年開幕戦を迎える時はいつもドキドキ、ワクワクしております。記念すべき5年目のB-CORの航海がどのような旅になるか楽しみです                                                                                               | 2011～15メンバー |
| メンバー           | Momoko |      | いよいよ待ちに待った開幕戦ですね。今年はbjリーグラストシーズン、そしてビーコル５周年の特別なシーズンとなります。たくさんの荒波を⼀緒に乗り越え、ビーコルファミリーみんなで有明に⾏きましょう︕会場でみなさんにお逢いできるのを楽しみにしています。今シーズンもたくさんのブーストよろしくお願いします♪                | 2013～15メンバー |
| メンバー           | Yu-ki  |      | 2015-2016シーズンいよいよ開幕です︕︕︕B-COR5周年︕TKbjリーグ最後のシーズン。絶対に絶対に有明に︕︕再びチャンピオンになれるように。全⾝全霊で勝利へ繋がるパワーを体現し応援致します︕︕皆さんもどうか︕熱い応援をよろしくお願いします                                                                                | 2014～15メンバー |
| メンバー           | Rin    |      | bjリーグラストのシーズンである今シーズン、B-ROSEのメンバーとしてビーコルの応援をさせていただけることがとても嬉しいです。開幕戦に向けてとても緊張していますが、コートに⽴てることに感謝し、⼀⽣懸命頑張りま︕☆Go goB-COR!                                                                                             |                  |

### 2016 - 2017年シーズン
| 役職               | 名前   | メッセージ                                                              | 補足                                                                         |
| ------------------ | ------ | ----------------------------------------------------------------------- | ---------------------------------------------------------------------------- |
| キャプテン         | Megu   | "勝利に繋がる応援を皆様としていきたいと思います！"                      |                                                                              |
| Performance leader | Sayaka | "一緒に応援し、勝利の喜びを分かち合いましょう！"                        | オールスタープロチアリーダーズ2016-2017/横浜DeNAベイスターズ diana元メンバー |
| メンバー           | Momoko | "ぜひ、試合会場でお逢いしましょう♪Go B-COR !"                           |                                                                              |
| メンバー(新人）    | Neimy  | "勝利に繋がる熱い声援をよろしくお願いします！"                          |                                                                              |
| メンバー(新人)     | Na-sa  | "熱い声援を一緒に選手へ届けましょう！Go B-CORSAIRS！"                   |                                                                              |
| メンバー           | Maria  | "選手にたくさんのエールをB-ROSEと一緒に送って頂けたら嬉しいです！"      | オールスタープロチアリーダーズ2016-2017                                      |
| メンバー(新人)     | Hijiri | "憧れていたB-ROSEとして皆様と共に応援出来ることを大変嬉しく思います！ " |                                                                              |
| メンバー(新人)     | Akky   | "1年間どうぞよろしくお願い致します！ "                                  |                                                                              |
| メンバー           | Rin    | "心を込めて一生懸命応援します☆よろしくお願いします！"                   |                                                                              |
| メンバー           | Kyoka  | "皆様と一緒に応援できることを楽しみにしております！"                    |                                                                              |
| メンバー           | Naho   | "共に戦い抜きましょう‼︎Go B-COR‼︎☆"                                       |                                                                              |
| メンバー           | Yu-ki  | "今シーズンもよろしくお願い致します！"                                  | B.LEAGUE ALL-STAR CHEERLEADERS 2017 メンバー                                 |
| Assistant Director | Maki   | "最高のエンターテイメント空間を皆様に送り届けます。"                    | オールスタープロチアリーダーズ2016-2017                                      |

### 2017 - 2018年シーズン

#### 選抜方法
- 2017年6月18日　第1回オーディション開催(たきがしら会館)  活動期間：2017年6月18日～2018年6月30日[16]

合格者11名:Akky、Kyoka、Sayaka、Na-sa、Nana、Maki、Maria、Megu、Momoko、Yu-ki、You-yu
- 2017年8月21日　第2回オーディション開催  活動期間：2017年8月21日～2018年6月30日[18]

合格者2名:Chika、Marin
スローガン：｢ONE ROSE PRIDE & RESPECT｣
| 役職                     | 名前   | 紹介動画                                                           | 補足 |
| ------------------------ | ------ | ------------------------------------------------------------------ | --- |
| キャプテン               | Akky   | 勝利に繋がる応援を一緒にしましょう！ - YouTube                     | |
| アシスタントディレクター | Maki   | 荒波を乗り越えてお宝を手に入れましょう！ - YouTube                 | オールスタープロチアリーダーズ2017-2018/日本代表AKATSUKI VENUS 現メンバー                                      |
| メンバー                 | Kyoka  | 熱いブーストをよろしくお願いいたします！ - YouTube                 | |
| メンバー                 | Sayaka | 皆様と応援できることを嬉しく思っています！ - YouTube               | オールスタープロチアリーダーズ2017-2018/日本代表AKATSUKI VENUS 現メンバー/横浜DeNAベイスターズ diana元メンバー |
| メンバー(新人)           | Chika  | 皆さんに早くお会いできるのを楽しみにしています！ - YouTube         | |
| メンバー                 | Na-sa  | 皆さんの声援が大きなパワーとなって届いています！ - YouTube         | オールスタープロチアリーダーズ2018-2019(Naho名義)                                                              |
| メンバー(新人)           | Nana   | 皆さんを魅了できるように頑張ります！ - YouTube                     | |
| メンバー                 | Maria  | 皆さんとGo B-CORコールをたくさんしていきたいと思います！ - YouTube | オールスタープロチアリーダーズ2017-2018/日本代表AKATSUKI VENUS 現メンバー                                      |
| メンバー(新人)           | Marin  | 皆様とお会いできることを楽しみにしています！ - YouTube             | |
| メンバー                 | Megu   | しっかりと存在感を出して頑張りたいと思います！ - YouTube           | B.LEAGUE ALL-STAR CHEERLEADERS 2018 メンバー                                                                   |
| メンバー                 | Momoko | いつも熱く温かい応援ありがとうございます！ - YouTube               | |
| メンバー                 | Yu-ki  | 全身全霊のパフォーマンスをお届けいたします！ - YouTube             | B.LEAGUE ALL-STAR CHEERLEADERS 2017 メンバー                                                                   |
| メンバー(新人)           | You-yu | 一緒に会場で盛り上げましょう！ - YouTube                           | |

### 2018 - 2019年シーズン
- 2018年6月23日　オーディション開催(B-COR CENTER)  活動期間：2018年6月23日～2019年6月30日[22]

合格者13名：Ayano、Akky、Maki、Kyoka、Sayaka、Chika、Kotone(新人)、Maria、Marin、Megu、Momoko、Yuka、You-yu
スローガン：未公開  
| 役職                     | 名前   | 写真 | メッセージ | 補足 |
| ------------------------ | ------ | ---- | --- | --- |
| メンバー                 | Akky   |      | 今シーズンも温かいビーコルブースターの皆様と、横浜ビー・コルセアーズを応援できることをとても嬉しく思います！私たちB-ROSEと一緒に、試合会場で目を合わせ、心を一つに、大航海を楽しんでいきましょう！2018-19シーズンもよろしくお願いいたします！！                                                   | |
| アシスタントディレクター | Maki   |      | 今シーズンも、どんな逆境をもはねのけるPowerを持つB-CORブースターの皆様と共に航海ができること、とてもワクワクしております。海賊船団らしく！Championというお宝を狙い、航海してまいりましょう！GO！B-COR！！！                                                                                       | オールスタープロチアリーダーズ 元メンバー(2017-2018)/日本代表AKATSUKI VENUS 現メンバー（2017-2018,2018) |
| メンバー                 | Kyoka  |      | いつも熱いご声援ありがとうございます。今シーズンもB-ROSEとして皆様とブースト出来ること、とても嬉しいです！ブースターの皆様と会場の一体感を作り出し、勝利へ繋がる応援をしていきたいと思います。皆様とお会いできることを楽しみにしています！Let's go！B-COR！GO！B-ROSE！                           | オールスタープロチアリーダーズ 現メンバー(2017-2018,2018-2019) kyoka (@kyoka_ascheer) - X（旧Twitter） |
| メンバー                 | Sayaka |      | 今シーズンも私たちと一緒に熱く応援し、勝利の喜びを分かち合いましょう！華やかに会場を盛り上げてまいりますので、白熱した試合とともにB-ROSEのパフォーマンスもお楽しみください。試合会場でお会い出来ることを楽しみにしています。今シーズンもよろしくお願いいたします！Let's go！B-COR！！！！         | オールスタープロチアリーダーズ2017-2018/日本代表AKATSUKI VENUS 現メンバー(2017-2018,2018)/横浜DeNAベイスターズ diana元メンバー Sayaka (@sayaka_ascheer) - X（旧Twitter） |
| メンバー                 | Chika  |      | 今シーズンも皆様と一緒に熱いシーズンを送れることをとても嬉しく思っています。嬉しい時も、つらい時も私たちB-ROSEと一緒に横浜ビー・コルセアーズを応援し、横浜をBリーグ№1の熱い会場にしましょう！Let'go！B-COR！！                                                                                    | |
| メンバー                 | Ayano  |      | 大好きな横浜の大好きなチームを皆様と応援できること、とても嬉しいです！熱い応援と、勝利への後押しとなるような最高のパフォーマンスで会場を盛り上げられるよう私たちB-ROSEも頑張って参ります！GO！GO！B-COR！！                                                                                       | 横浜F・マリノス トリコロールマーメイズ 元メンバー(2011-2013)オールスタープロチアリーダーズ 元メンバー(2015-2017)/日本代表 AKATSUKI VENUS 現メンバー(2017-2018) - Bリーグ【横浜ビー・コルセアーズ】チアリーダーに1日密着してみた！①〜B-ROSE Ayanoさん〜 - YouTube テレビ東京スポーツ - Bリーグ【横浜ビー・コルセアーズ】チアリーダーに1日密着してみた！②〜B-ROSE Ayanoさん〜 - YouTube テレビ東京スポーツ - Bリーグ【横浜ビー・コルセアーズ】チアリーダーに1日密着してみた！③〜B-ROSE Ayanoさん〜 - YouTube テレビ東京スポーツ - Bリーグ【横浜ビー・コルセアーズ】チアリーダーに1日密着してみた！④〜B-ROSE Ayanoさん〜 - YouTube テレビ東京スポーツ Ayano (@12ayhi25) - X（旧Twitter） |
| メンバー(新人)           | Kotone |      | 2018-19シーズン、チームを勝利に導けるようブースターの皆様と共に熱く、全力で、盛り上げて行きたいと思います！共に戦いましょう！会場でお会い出来るのを楽しみしています！Let's go！B-COR！！！！ | |
| メンバー                 | Maria  |      | 今シーズンもB-ROSEの一員としてB-COR Familyの皆様と共に航海が出来ること、とても嬉しく思っています。私が誇りに思っている横浜ブースターの皆様と、一緒にChampionを掴みたいです！2018-19シーズン、新たなB-COR＆B-ROSEに熱いご声援をよろしくお願いいたします！                                          | オールスタープロチアリーダーズ2017-2018/日本代表AKATSUKI VENUS 元メンバー(2017-2018) *Maria* (@maria_1206) - X（旧Twitter） |
| メンバー                 | Marin  |      | 今シーズンも最高のブースターの皆様とともに新たな航海のはじまりをとてもワクワクしています。今シーズンのB-ROSEのパフォーマンスも楽しみにしていてください！そして、試合では熱いブーストをご一緒に！会場でお会いできることを楽しみにしています！GO！B-COR！                                           | 2018年9月に膝を怪我して欠場が続いたが、2019年3月31日の川崎戦からパフォーマンスに復帰。 |
| メンバー                 | Megu   |      | 今シーズンもB-ROSEとして活動をさせていただきます！勝利の喜びを皆さんと分かち合うため、今シーズンも私らしく全力で応援、パフォーマンスをお届けいたします！一緒に熱い応援をよろしくお願いいたします！ GO！YOKOHAMA！！！GO！B-COR！！！                                                              | B.LEAGUE ALL-STAR CHEERLEADERS 2018 メンバー |
| メンバー                 | Momoko |      | 今シーズンもB-ROSEとして皆様と一緒に大好きなB-CORを応援出来ることがとても楽しみです。B.LEAGUE３シーズン目の航海をB-CORブースター一丸となって乗り越えていきましょう！私達B-ROSEのパフォーマンスにもご期待ください♪GO！GO！B-COR！GO！B-ROSE！！                                                    | |
| メンバー                 | Yuka   |      | 憧れのB-ROSEの一員になれたこと、本当に嬉しく思います。キレのある華麗なパフォーマンスと大きな声で存在感を発揮し、試合会場をCheer upしたいと思います！今シーズンもB-CORらしい熱いブーストどうぞよろしくお願いいたします。                                                                           | B.LEAGUE ALL-STAR CHEERLEADERS 2017 メンバー |
| メンバー                 | You-yu |      | 今シーズンもB-ROSEの一員として皆様にお会い出来ること、とても嬉しいです！いつも優しくて温かな皆様と熱いブーストで一緒に会場を盛り上げていけること、会場で皆様とお会いできること、今からとても楽しみです！今シーズンも感謝の気持ちを忘れず全力で頑張りますのでよろしくお願いいたします！GO！B-COR！ | * ゆうゆ Twitter (@you_yu25) - X（旧Twitter） |
| メンバー                 | Mikoto |      | みなさんへげんきになったらまたB-ROSEをがんばります。 | 長期治療を必用とするこどもの復学支援プロジェクト「TEAMMATES（チームメイツ）」事業にて12月22日より加入、活動期間は2019年3月31日まで 3月中旬に体調悪化のためB-ROSEとしての活動を休止して入院加療に入ったため、2019年5月19日に実施された横浜ビー・コルセアーズ帰港式にて正式に活動修了式を実施した。 |

### 2019 - 2020年シーズン
- 2019年6月29日　第1回オーディション開催(B-COR CENTER)  活動期間：2019年6月29日～2020年6月30日[28]

合格者10名：Ayano、Erika(新人)、Kyoka、Kotone、Sayaka、Maki、Maria、Mei(新人)、You-yu、Yuka
- 2019年8月6日　第2回オーディション開催(B-COR CENTER) 活動期間：2019年8月6日～2020年6月30日

合格者0名（発表なし)
| 役職                     | 名前   | 写真 | メッセージ | 補足 |
| ------------------------ | ------ | ---- | --- | --- |
| アシスタントディレクター | Maki   |      | いよいよ、横浜ビー・コルセアーズにとって9度目の航海が始まります！2019-20シーズン、新たにパワーアップした選手たちとともに、B-ROSEも強い気持ちで勇敢に邁進してまいります。さあ、お宝を目指して、まずは目の前の2連勝を掴みとりましょう！最強の海賊船団、一丸となって、いざ、9度目の航海へ。GO！B-COR！！！ | オールスタープロチアリーダーズ 元メンバー(2017-2018)/日本代表AKATSUKI VENUS 元メンバー（2017-2018,2018-19)                                                                              |
| メンバー                 | Kyoka  |      | 皆様こんにちは！今シーズンもB-ROSEとして活動ができることとても嬉しく思っています！B-ROSEらしいパフォーマンスそして新たなB-ROSEを見ていただけるよう頑張ってまいります。日本一のブースターの皆様とともにブーストできること今シーズンもとても楽しみです！！熱いブーストをよろしくお願いいたします！それでは開幕戦、横浜文化体育館でお待ちしております！！Let's Go B-COR!! Go B-ROSE!! | オールスタープロチアリーダーズ 現メンバー(2017-2018,2018-2019,2019-20) kyoka (@kyoka_ascheer) - X（旧Twitter）                                                                          |
| メンバー                 | Sayaka |      | いよいよ2019-20シーズンが始まりますね！どんなシーズンになるのか今からワクワクしています。誇れる横浜ブースターの皆様と共に熱く！会場一体となった応援をしていきたいと思います！私たちB-ROSEのパフォーマンスもぜひ楽しんで下さいね！ ホームゲーム会場で皆様のたくさんの笑顔に会えることを楽しみにしています！今シーズンもよろしくお願いいたします！Go!B-COR!! | オールスタープロチアリーダーズ(2017-2020)/日本代表AKATSUKI VENUS 現メンバー(2017-2018,2018-2019,2019-20)/横浜DeNAベイスターズ diana元メンバー Sayaka (@sayaka_ascheer) - X（旧Twitter） |
| メンバー                 | Ayano  |      | 今シーズンも皆さまと一緒にチームを応援出来る事がとても嬉しいです。会場で私達と一緒に、選手たちへ勝利に繋がるパワーと熱いブーストを送り届けましょう！また私達B-ROSEも出航に向けて準備中です！今シーズンも大輪の薔薇を咲かせられるように頑張ります！GO!B-COR!! 横浜F・マリノス トリコロールマーメイズ 元メンバー(2011-2013)オールスタープロチアリーダーズ 元メンバー(2015-2017)/日本代表 AKATSUKI VENUS 元メンバー(2017-2018) - Bリーグ【横浜ビー・コルセアーズ】チアリーダーに1日密着してみた！①〜B-ROSE Ayanoさん〜 - YouTube テレビ東京スポーツ - Bリーグ【横浜ビー・コルセアーズ】チアリーダーに1日密着してみた！②〜B-ROSE Ayanoさん〜 - YouTube テレビ東京スポーツ - Bリーグ【横浜ビー・コルセアーズ】チアリーダーに1日密着してみた！③〜B-ROSE Ayanoさん〜 - YouTube テレビ東京スポーツ - Bリーグ【横浜ビー・コルセアーズ】チアリーダーに1日密着してみた！④〜B-ROSE Ayanoさん〜 - YouTube テレビ東京スポーツ Ayano (@12ayhi25) - X（旧Twitter） | |
| メンバー                 | Kotone |      | 皆様こんにちは！さぁもうまもなく開幕戦です！今シーズンどんな航海になるか、とても楽しみですね！Be Courageousというスローガンを胸にどんな事も皆さんと乗り越えていきたいと思います！共に勇敢に戦いましょう！今シーズンも熱いブーストを宜しくお願い致します！Let's Go B-COR！！！！！ | |
| メンバー                 | Maria  |      | 今シーズンもこうして、皆様と共に開幕戦を迎えられる事をとても嬉しく思います。新加入選手を迎え、また新しくなった海賊船団を応援できる事を私自身もわくわくしています。勇敢に戦ってくれるビーコルの選手達を信じて、私達B-ROSEと共に応援しましょう！私も、感謝の気持ちを表現できる1シーズンを過ごし、最高のパフォーマンスをお届けできるように頑張ります☆宜しくお願い致します！Let’s Go B-COR！Go！Courageous！ | オールスタープロチアリーダーズ2017-2020/日本代表AKATSUKI VENUS 現メンバー(2017-2018,2019) *Maria* (@maria_1206) - X（旧Twitter）                                                        |
| メンバー                 | Yuka   |      | 皆様こんにちは！B-COR family一丸となり、いよいよ出航の時ですね！今シーズンは「Be courageous 」というスローガンのもと、新たなシーズンが始まります！どんなシーズンが待ち受けているのか今からドキドキワクワクですね！開幕に向けてコートに咲き誇る大輪の薔薇となれるよう、私達B-ROSEも準備万端です！今シーズンも熱く、愛のあるブーストどうぞ宜しくお願い致します！Let’s go B-COR！ | B.LEAGUE ALL-STAR CHEERLEADERS 2017 メンバー |
| メンバー                 | You-yu |      | 皆様こんにちは。今シーズンもB-ROSEの一員として活動できる事とても嬉しく感謝の気持ちでいっぱいです。そしていよいよ、2019-20シーズンのホームゲームが開幕いたします！今シーズンも共に熱いブーストをよろしくお願いいたします！目指せチャンピオンシップ！会場でお会いできるのを楽しみにお待ちしています。開幕戦勝利を掴み取りましょう！Let'sgo B-COR！ | * ゆうゆ Twitter (@you_yu25) - X（旧Twitter） |
| メンバー(新人)           | Erika  |      | まもなく2019-20シーズンが始まります！B-ROSEとしてコートにたてる事、とても嬉しく思っています。開幕に向け楽しみな気持ちをエネルギーに替え、日々練習に励んでおりますので、私達の新しいパフォーマンス、是非期待して待っていてくださいね！勝利の後押しができるよう、B-ROSEと共に熱い応援よろしくお願いします！会場で皆様をお待ちしております！Let’s go B-COR！ | |
| メンバー(新人)           | Mei    |      | ブースターの皆様、いつも応援ありがとうございます！開幕まで本当に残りわずかとなりました！楽しみと緊張で胸が高鳴る中、私達B-ROSEの練習も最終調整を行いました。今シーズンのB-ROSEらしさを存分に活かしたエンターテイメントパフォーマンスを皆様にお届けいたします！ご来場心よりお待ちしています。会場にて今シーズンの幕開けと共に熱い声援とパワーで一緒に戦いましょう！！Go！B-COR！！ | |

### 2020 - 2021年シーズン
- 2020年6月　オーディション開催(14日　1次選考：横浜デジタルアーツ専門学校　21日 ファイナル選考：B-COR CENTER)

活動期間：2020年6月23日～2021年6月30日
合格者 10名：
Erika、Kyoka、Kotone、Sakko(新人)、, Sayaka、Nico(新人)、, Maki、Mayuka, Mei,You-yu
| 役職                     | 名前   | 写真 | メッセージ | 補足 |
| ------------------------ | ------ | ---- | --- | --- |
| アシスタントディレクター | Maki   |      | 2020-21シーズンもB-ROSEとして活動させて頂けること、当たり前ではないことだと実感し、幸せを感じております。 クラブ創設10周年という記念すべき今シーズン、大きなビーコル愛を胸に、ビーコルファミリー一丸となって、勇猛果敢に航海してまいりましょう！早く皆様にお会いしたいです。GO！B-COR！！！ | オールスタープロチアリーダーズ 元メンバー(2017-2018)/日本代表AKATSUKI VENUS 元メンバー（2017-2018,2018-19)    |
| メンバー                 | ERIKA  |      | 皆様こんにちは！今シーズンもB-ROSEとして活動ができることとても嬉しく思っています！B-ROSEらしいパフォーマンスそして新たなB-ROSEを見ていただけるよう頑張ってまいります。日本一のブースターの皆様とともにブーストできること今シーズンもとても楽しみです！！熱いブーストをよろしくお願いいたします！それでは開幕戦、横浜文化体育館でお待ちしております！！Let's Go B-COR!! Go B-ROSE!!                                                                                         | |
| メンバー                 | KYOKA  |      | Bリーグ初年度からB-ROSEとして活動させていただき、今シーズンで5シーズン目となりました！2020-21シーズンも大好きなB-CORブースターの皆様とブースト出来るこがとても嬉しいです！ B-ROSEらしさを大切に、また新たにパワーアップした姿をお届けできるよう頑張ってまいります。皆様とお会いできる日を心より楽しみにしています！Let's go B-COR! Go B-ROSE！! | オールスタープロチアリーダーズ 現メンバー(2017-2018,2018-2019,2019-20)kyoka (@kyoka_ascheer) - X（旧Twitter） |
| メンバー(新人)           | Sakko  |      | はじめまして、B-ROSE2020-21メンバーのSakkoです！憧れていたB-ROSEのメンバーになれたことが嬉しくてドキドキワクワクしています。たくさんのビーコルブースター、選手の方々に元気や笑顔を届けられるよう、素敵なB-ROSEになれるよう、ベテランの方達をお手本に頑張りますので応援よろしくお願い致します！に届けましょう！B-ROSEはコートで大輪を咲かせられるよう、さらに魅力的なパフォーマンスができるよう、ただ今マスク着用で練習中です！今シーズンもよろしくお願いします！Go B-COR！ | |
| メンバー                 | Sayaka |      | 皆様こんにちは！元気にお過ごしでしょうか？今シーズンもB-ROSEとして活動出来ることをとても嬉しく、この10名で過ごす今シーズンがどんな一年になるのかとても楽しみに思っています！ブースターの皆様と共に記念すべき10年目を熱く！笑顔で突き進んでいきたいです！今シーズンもよろしくお願い致します！Let's Go!B-COR!! | |
| メンバー(新人)           | Nico   |      | はじめまして！ルーキーのNicoです！この度、B-CORSAIRSの一員になることができ、心から嬉しい気持ちでいっぱいです！皆さまの心に働きかけられるチアリーダーを目指し、全力で前進していきますので、温かく迎えて下さりますと光栄です！一緒に熱い応援ができる日が待ち遠しいです！宜しくお願いいたします！ | |
| メンバー                 | Kotone |      | 皆様こんにちは！ 今シーズンで10周年という節目を迎え、感謝の気持ちと熱い思いを持ち活動して参ります！B-CORコールで包まれる会場で皆様と共に航海できる日を楽しみにしています！そして今シーズンも新たなメンバーを加えたB-ROSEのパフォーマンスもお楽しみにして下さいね！かけがえのない時間をB-CORと共に過ごして参りましょう！今シーズンも宜しくお願い致します！GO！B-COR！！ | |
| メンバー                 | You-yu |      | 皆様こんにちは！ 記念すべき10周年にB-ROSEの一員として、大好きな皆様と一緒に熱いブーストが出来る事、とても幸せに思っています。 改めて、周りの方々に支えられている事に感謝しています。 笑顔と元気をお届けできる日が1日でも早く訪れますように、お会いできる日を心から楽しみにしています！ 海賊の皆様、応援してくださる皆様、今シーズンもよろしくお願いいたします！Go B-COR！                                                                                                  | * ゆうゆ Twitter (@you_yu25) - X（旧Twitter）                                                                 |
| メンバー                 | Mayuka |      | まもなく2019-20シーズンが始まります！B-ROSEとしてコートにたてる事、とても嬉しく思っています。開幕に向け楽しみな気持ちをエネルギーに替え、日々練習に励んでおりますので、私達の新しいパフォーマンス、是非期待して待っていてくださいね！勝利の後押しができるよう、B-ROSEと共に熱い応援よろしくお願いします！会場で皆様をお待ちしております！Let’s go B-COR！ | |
| メンバー                 | Mei    |      | 今シーズンもB-ROSEとして活動できることに感謝しています！更にチームが10周年を迎え、例年以上に特別なシーズンになるのではないかと、とても楽しみです！このような状況下ではありますが、皆さんといつも見えない鎖で繋がっていると思っています。会場で熱いブーストができるその日まで一緒に乗り越えていきましょう！Go B-COR！ | |

### 2021 - 2022年シーズン
Erika、Kyoka、Kotone、Sakko、Sayaka、Chika、Nico、Hisano、Mayuka、You-yu、Yoshino

### 2022 - 2023年シーズン
Kyoka、Kotone、Sakko、Sayaka、Nana、Nico、Hisano、Mayuka、Mio、You-yu

### 2023 - 2024年シーズン
Kotone, Kyoka, Sayaka, You-yu, Mayuka, Sakko, Nico, Hisano, Nana, Mio, Ayaka, Yukie, Mitsuki

### 2024 - 2025年シーズン
Kyoka, Sayaka, Mayuka, You-yu, Nico, Sakko, Hisano, Mio, Ayaka, Yukie, Akiho, Natsumi

### 2025 - 2026年シーズン
Akiho, Akira, Ayaka, Kyoka, Sakko, Chizuru, Natsumi, Nico, Hisano, Mayuka, Mio, You-yu

## 活動ハイライト（トップチーム）

### 2016 - 2017活動実績
- 2016 - 2017シーズンのBリーグ　開幕戦では、B-ROSEからSayakaが代表として出場した[51]。
- 2016 - 2017シーズンのBリーグ　オールスターゲームでは、B.LEAGUE　ALLSTAR CHEERLEADERS 2017として、B-ROSEからYu-kiが代表として出場した[52]。
- 2017年2月4日に開催されたの対千葉ジェッツ戦（横浜国際プール)戦では｢B-ROSE&STAR JETSスペシャルコラボレーションハーフタイムショー｣が行われ、千葉ジェッツのチアチーム「STAR JETS」と共演を果たした[53]。
- 2017年3月10日配信の動画配信サービス｢SHOWROOM｣｢それいけB-ROSE！｣で横浜F・マリノスのチアチーム「トリコロールマーメイズ」と公式マスコットのマリノスケがサプライズで出演し3月11日のコラボDayの告知などを行った[54]。
- 2017年3月11日に開催されたの対琉球ゴールデンキングス戦（横浜国際プール)戦では｢横浜F・マリノス コラボDAY｣が行われ、横浜F・マリノスのチアチーム「トリコロールマーメイズ」と共演を果たした[55]。
- 2017年4月22日に開催されたの対新潟アルビレックス戦（平塚総合体育館)戦では｢湘南ベルマーレ　コラボデー！｣が行われ、湘南ベルマーレのチアチーム「ベルマーレクイーン」と共演を果たし、B-ROSEも同日にShonan BMW スタジアム平塚で行われた湘南ベルマーレVS大分トリニータ戦のキックオフ前にパフォーマンスを実施した[56]。

### 2017 - 2018活動実績
- 試合出演35試合[21] (B1リーグ戦　横浜ホーム開催 30試合、関東アーリーカップ　2試合、B1残留プレーオフ　（横浜ホーム2試合、中立開催 1試合））
- 公式練習&ミーティング71回[21]
- イベント出演,取材対応,ボランティア活動,学校訪問,スクール、ユース関連イベント出演など101件[21]
- 2017年9月1日～3日に開催されたBリーグ 関東アーリーカップ（船橋アリーナ）では、出場6チーム（千葉ジェッツ、 横浜ビー・コルセアーズ、アルバルク東京、サンロッカーズ渋谷、栃木ブレックス、 川崎ブレイブサンダース）のチアリーディングチームで合同パフォーマンスを行った[57]。
- 2017-2018シーズンのBリーグ　オールスターゲームでは、B.LEAGUE　ALL-STAR CHEERLEADERS 2018として、B-ROSEからMeguが代表として出場した[20]。
- 2017年11月に発足したバスケットボール日本代表オフィシャルチアリーダーズのトライアウトに合格したMaria、Maki、Sayakaが「AKATSUKI VENUS」として日本代表のチアリーディングに出場している[58]。
- 2018年2月25日に一般社団法人プロフェッショナルチアリーディング協会主催の「CheerStage 2018」にゲストとして出演し、プロチア協会のオールスタープロチアリーダーズ、プロチアアカデミー生や、千葉ジェッツのフライトクルーチアリーダーズ「STAR JETS｣、LIXILディアーズの「CHEERLEADERS｣と共演を行った[59]。
- 2018年3月21日にリリースされたジュディ・オングのシングル「ほほえみをありがとう」の添付DVDに収録される、カップリング曲｢青春のままに｣エクササイズDVDにMakiとNa-saが出演[60]。
- 2018年4月7日に開催されたの対西宮ストークス戦（平塚総合体育館)戦では湘南ベルマーレのチアチーム「ベルマーレクイーン」と共演を果たし、B-ROSEも同日にShonan BMW スタジアム平塚で行われた湘南ベルマーレVS鹿島アントラーズ戦のハーフタイムの「タオマフブンブンタイム」に出演、またキングベルパークでのパフォーマンスも行った[61]。

### 2018 - 2019活動実績
- 2018年8月のトライアウトでAyano、Maki、Sayakaが日本代表オフィシャルチアリーダーズ「AKATSUKI VENUS」二期生に合格した[62]
- 2018年9月7日～9日に開催されたBリーグ 関東アーリーカップ（ブレックスアリーナ宇都宮）では、出場6チーム（千葉ジェッツ、 横浜ビー・コルセアーズ、アルバルク東京、サンロッカーズ渋谷、栃木ブレックス、 川崎ブレイブサンダース）のチアリーディングチームで合同パフォーマンスを行った[63]。
- 2018年11月7日 B1 第8節　横浜-三遠戦のハーフタイムにて、横浜銀蝿の翔をゲスト迎えてのコラボパフォーマンスを実施した。
- 2019年2月23日に一般社団法人プロフェッショナルチアリーディング協会主催の「CheerStage 2019」に出演し、プロチア協会のオールスタープロチアリーダーズ、プロチアアカデミー生や、千葉ジェッツのフライトクルーチアリーダーズ「STAR JETS｣、LIXILディアーズの「CHEERLEADERS｣と共演を行った。
- 2019年3月10日 の横浜-千葉戦では、千葉ジェッツ フライトクルーチアリーダーズ 「STAR JETS」とのコラボパフォーマンスを実施した。
- 2019年3月24日 の横浜-栃木戦では、AKB48 Team8 神奈川県代表の小田えりなとのコラボパフォーマンスとして｢恋するフォーチュンクッキー2　恋する充電プリウス｣を披露した。
- 2018-19シーズンに行われる川崎との神奈川ダービー全6試合では川崎ブレイブサンダース チアリーダーズ「IRIS」とのコラボパフォーマンスを実施している。
- 2019年3月のトライアウトでMaria,SAYAKAが日本代表オフィシャルチアリーダーズ「AKATSUKI VENUS」三期生に合格した[64]。

## 指導者

### 現指導者
| 役職                         | 名前       | 補足 |
| ---------------------------- | ---------- | --- |
| プロデューサー兼ディレクター | 植村綾子   | 一般社団法人プロフェッショナルチアリーディング協会 ディレクター (2011-2013 ディレクター/ 2013-2018 プロデューサー)                                                                       |
| アシスタントディレクター     | Maki       | オールスタープロチアリーダーズ/ 横浜ビー・コルセアーズチアリーディングスクール インストラクター/ B-ROSE 現メンバー (アシスタントディレクター(2017-18シーズン),コーチ((2018-19シーズン),) |
| アドバイザー                 | 小林愛     | B-ROSE 元メンバー(Megu) (2011-19) |
| ユースヘッドコーチ           | 五十嵐絵美 | 日本チアリーディング協会 指導者資格CLASS1 / B-ROSE 元メンバー |
| ユースコーチ                 | 平井南帆   | 横浜ビー・コルセアーズチアリーディングスクール インストラクター/ B-ROSE 元メンバー |
| スクールインストラクター     | Kyoka      | B-ROSE 現メンバー |
| スクールインストラクター     | Maria      | B-ROSE 現メンバー |
| スクールインストラクター     | Na-sa      | B-ROSE 元メンバー |
| スクールインストラクター     | Sayaka     | B-ROSE 現メンバー |
| スクールインストラクター     | 根岸由佳   | |
| スクールインストラクター     | 品田綾子   | |
| スクールインストラクター     | 田中友香   | |

### 元指導者
| 役職                                                                                                 | 名前          | 補足 |
| --- | ------------- | --- |
| 2013-2015 ディレクター                                                                               | Sumiko        | B-ROSE 元メンバー (2011-2013) |
| 2011-2012 アシスタントディレクター                                                                   | Hanae         | |
| 2013-2014アシスタントディレクター 2013-2016 ディレクター 2016-2018 コーディネーター 2018-2019 コーチ | 廣瀨彰子(AKI) | 一般社団法人プロフェッショナルチアリーディング協会 OFFICIALDIRECTOR B-ROSE元メンバー(2011-2012) 現VELTEX静岡専属チアリーダーズVELUNA・VELUNA generationsディレクター |

## 衣装
B-ROSEは複数の衣装をパフォーマンス時に使い分けているが、一部の衣装を除き正式名称は公開されていない。また衣装も年ごとに大小の変更が入っているため、正確な総バリエーション数も不明である。本稿では2017-18シーズン以降においてB-ROSEが利用したことが確認できた7種類の衣装に限定した上で、それらを区別するために各衣装を｢衣装A～F｣と仮称して、各々の意匠上の特徴について記述する。なお、この他に小道具としてポンポン(金色もしくはメタリックレッド)やB-CLAP(横浜ビー・コルセアーズ応援用オリジナルグッズのハリセン)等を使用している。

### 通常衣装
| 衣装名 | 名前                                                 | 写真 | 衣装構成 |
| ------ | ---------------------------------------------------- | ---- | --- |
| 衣装A  | Noble Skirt(B-ROSEのスタンダード衣装)                |      | - 衣装の概観は、ハーフトップとスコート構成。 - トップスは横浜ビー・コルセアーズのチームカラーであるネイビーブルーが基調色で形状はVネック/ウイングスリーブ。左肩前面部分にチームスポンサーの興和の製品であるバンテリンのワッペンが付いている。 - ハーフトップのVネックと胸の切り替え部分には金のブレイドがあしらわれている。さらにVネックの金のブレイドの内側は赤の布地が使われており、胸元にはカットアウトの装飾が入っている。 - スコートはハーフトップと同じくネイビーブルーが基調色でウエスト部分が赤の布地、ネイビーブルーと赤の布地の切り替え部分は金のブレイドがあしらわれている。 - スコートの赤の布地部分の背面には横浜ビー・コルセアーズのロゴが装飾されている。 - トップスとボトムス両方のヘムラインに沿って全体にラインストーンもしくはスタッズ(鋲)が配置されている。 - シューズは、白いソールに赤い靴紐の赤いスニーカー、もしくは赤のロングブーツを着用 |
| 衣装B  | Original Corsair(B-ROSEの準スタンダード衣装(1))      |      | - 衣装の概観は、ハーフトップとスコート構成。 - トップスはホワイトが基調色で七分丈のパフスリーブ、胸元は赤い紐を編み上げ、襟はフリルがあしらわれている白いブラウス。左肩前面部分にチームスポンサーの興和の製品であるバンテリンのワッペンが付いている。 - 白いブラウスの上に横浜ビー・コルセアーズのチームカラーであるネイビーブルーのベストを重ね着したように見えるデザインで、ハーフトップ全体のヘムに赤い布が使われている。 - 白いブラウスとベスト部分の切り替えには金のブレイドがあしらわれ、ベスト部分には全体にラインストーンもしくはもしくはスタッズが配置されている。 - ボトムスは、アシンメトリーな切り込みが入ったネイビーブルーの巻きスカート風スコート、これは2枚仕立てになっており紺のスコートの下に白の布が重ねられている。 - スコートはネイビーブルーが基調色でウエスト部分が赤の布地、ネイビーブルーと赤の布地の切り替え部分は金のブレイドがあしらわれている。 - 左腰骨付近に、横浜ビー・コルセアーズのプライマリーロゴのエンブレムが施されている - シューズは、白いソールに赤い靴紐の赤いスニーカー、もしくは赤のロングブーツを着用 |
| 衣装C  | All in one (B-ROSEの準スタンダード衣装(2))           |      | - 衣装の概観は、ベルベット素材のノースリーブとショートパンツのジャンプスーツ構成 襟はイタリアンカラー。 - ジャンプスーツは横浜ビー・コルセアーズのチームカラーであるネイビーブルーを基調色で、フロントには金ボタンが3つ付いており、下の2つはボタンが掛かっているが一番上は留められない飾りボタンである。 - 左胸には横浜ビー・コルセアーズのプライマリーロゴのエンブレム(色調が赤に変更されている)のワッペンが施され、ワッペンのすぐ横に金のピンバッジが付いている。 - ジャンプスーツのウエストにはジャンプスーツと同色同素材（ネイビーブルー）のベルトループが配され、赤いエナメル素材で金バックルのベルトを通している。 - ジャンプスーツのインナーにローズレッドのキャミソールを着用している。 - シューズは、白いソールに赤い靴紐の赤いスニーカー、もしくは赤のロングブーツを着用 |
| 衣装D  | B-ROSEの準スタンダード衣装(3)                        |      | - 衣装の概観は、ワンピース構成の水兵風。 - ワンピースはネイビーブルーのフレンチスリーブ、ミニ丈で、襟は白と紺のボーダー地の変形セーラーカラーの下辺のみ金のブレイドで装飾されており、胸元はボウタイ状となっている。ウェストを白無地で切り替え、正面に金ボタン2個を配置。 - アンダーに赤のキャミソールとショートパンツを着用。 - シューズは、白いソールに赤い靴紐の赤いスニーカー。 - 手には白のショート・グローブ、頭にマリンキャップを着用。マリンキャップは、クラウンが白無地で正面に碇のワッペンが配置され、ブリムはネイビーブルーで金の刺繍とブレイドが配されている。 |
| 衣装E  | Beauty & Pants (B-ROSEの準スタンダード衣装(4))       |      | - 衣装の概観は、ハーフトップとショーツ構成。 - トップスは横浜ビー・コルセアーズのチームカラーであるネイビーブルーが基調色で形状はホルターネック。襟はショール・カラー。襟とアンダーヘムは赤、前立ては紺で、いずれにもラインストーンが配置されている。 - ハーフトップの襟縁とアンダーヘムと身頃の切り替えに金のブレイドがあしらわれている。 - 左胸にバンテリンのロゴ。 - ショーツはトップスと同じくネイビーブルーが基調色でウエスト部分が赤の布地、ネイビーブルーと赤の布地の切り替え部分は金のブレイドがあしらわれている。赤地にはラインストーンが配置されている。赤の布地部分の前面左には横浜ビー・コルセアーズのエンブレムが装飾されている。 - シューズは、白いソールに赤い靴紐の赤いスニーカー、もしくは赤のロングブーツを着用 - ボンボンは金色。 |
| 衣装E+ | Beauty Bolero Pants (B-ROSEの準スタンダード衣装(4+)) |      | - 衣装Eのトップスに、透けるネイビーブルーの七分袖ブラウスを重ねて着用。 - ブラウスは前面ジップアップで、下に着たハーフトップの襟と胸の前立てを出して着用している。 - ブラウスの袖にはラインストーン、縁に金のブレイドが配されている。 |
| 衣装F  | B-ROSEの準スタンダード衣装(5)                        |      | - 衣装の概観は、黒色のミニワンピース。 - 袖は黒チュールのフリルスリーブ、襟はVネック。 - 身頃は黒色無地で、前身頃には大小のスパンコールが全面に配されている。ローウェストで切り替え、スカートは袖と共布の黒色チュール。 - ワンピースの下は、赤のクロスバックストラップのレオタードを着用している。 - 黒フィッシュネットタイツと黒のクロスアンクルストラップサンダルを着用。 |

### イベント時衣装
| 衣装名          | 名前                                    | 写真 | 衣装構成 |
| --------------- | --------------------------------------- | ---- | --- |
| イベント衣装(1) | 伊勢佐木町ブルース用衣装                |      | - 衣装の概観は、深紅のミニキャミソールのワンピース構成。 - ワンピース全体にワンピースと同色の赤スパングルと赤フリンジがあしらわれている。 - 足下はワンピースと同色である赤のストラップ付きフラットシューズを着用。 - 手にはワンピースと同色である赤のイブニング・グローブ |
| イベント衣装(2) | ハロウィン時期(10月末)用衣装(2017,2019) |      | - 衣装の概観は、ハーフトップとロングパンツ構成 - トップスはホワイトが基調色で七分袖のデタッチド・スリーブ、襟ににフリルがあしらわれ、胸元は赤い紐で編み上げられている。 - ブラウスの上にビスチェを重ね着したように見えるデザインで、ビスチェ部分は、黒地に金と銀のランダムドットの箔プリントが施されている。 - 肩紐は赤紐とビスチェと同じ金と銀のランダムドットの箔プリント紐の2種類、胸の切り替えとビスチェのヘムには赤い布が使われている。 - ボトムスはイレギュラーヘムのロングフレアパンツ。2枚仕立てでになっており1枚目の膝丈までの黒の無地の上に、かかとまでの黒のシースルー生地が重ねられている。シースルー生地は膝から大きくフレアし、ふくらはぎから裾にかけ、スリットが複数入っている。 - シューズは無し(裸足) - 2019年は登場時に黒のベネチアン アイマスクを着用。 |
| イベント衣装(2) | ハロウィン時期(10月末)用衣装(2018)      |      | - 衣装の概観は、ハーフトップとミニスカート構成 - トップスは2017と同様で、ホワイトが基調色で七分袖のデタッチド・スリーブ、襟ににフリルがあしらわれ、胸元は赤い紐で編み上げられている。 - ブラウスの上にビスチェを重ね着したように見えるデザインで、ビスチェ部分は、黒地に金と銀のランダムドットの箔プリントが施されている。 - 肩紐は赤紐とビスチェと同じ金と銀のランダムドットの箔プリント紐の2種類、胸の切り替えとビスチェのヘムには赤い布が使われている。 - ボトムスのミニスカートは2枚仕立てで、赤の透ける素材のフリルペチコートに、トップスと共布の黒地に金銀箔ランダムドットプリントがランダムヘムにてペチコートのフリルを見せる丈で重ねられている。 - 赤の革ロングブーツ                                                                                              |
| イベント衣装(3) | クリスマス時期(12月24日前後)用衣装      |      | - 衣装の概観は、ワンピースのサンタ服構成。ワンピースは透明な肩ストラップを付けて着用している。 - ミニのベアトップワンピースだが、一般的なサンタクロース服では赤が基調色になっているのに対して青のベロア素材が基調になっている。 - ワンピースの上部とヘムラインおよびウエストに白いボア素材の生地、胸元にはワンピースよりやや明るい青のリボンを付けている。 - ワンピースの下は、赤のフリル生地のペチコートを着用している。 - アクセサリとして耳にファー素材のイヤリング、手元はワンピースと同じ青のベロア素材の指無しイブニング・グローブを装着。 - 赤のロングブーツを着用。 |

## パフォーマンス使用曲

### 2017 - 2019 共通
- Eyes'「We are B-CORSAIRS」(横浜ビー・コルセアーズ　オフィシャルブーストソング)
- パイレーツ・オブ・カリビアン ｢He's a Pirate｣
- いしだあゆみ　ブルー・ライト・ヨコハマ
- RADIOTS ｢YO-HO A PIRATE'S LIFE FOR ME｣
- High School Musical 2　｢All for One｣
- 横浜銀蠅｢I LOVE 横浜｣

### 2017 - 2018
- Jennifer Lopez  ｢Dance Again｣ B-ROSEメンバー紹介時
- The Saturdays ｢What About Us[The Buzz Junkies Club Mix]｣
- Little Mix ｢Stand Down｣
- Hailee Steinfeld  ｢Love Myself｣
- Bullets And Octane  ｢Pirates 2009｣
- Kaiser-T ｢Stand up｣
- Movimento Latino ｢Can't Take My Eyes Off You｣
- ケツメイシ ｢カーニバル｣
- Zombie Nation　｢Kernkraft 400｣
- Queen ｢We Will Rock You｣
- 青江三奈 ｢伊勢佐木町ブルース｣
- Tina Turner ｢Proud Mary｣
- Meghan Trainor ｢Dear Future Husband｣
- Sheryl Lee Ralph ｢Fake Your Way To The Top｣
- Blondie ｢Call Me｣

### 2018-19
- Zedd  "Clarity"
- キャプテン・ジャック  "In the Navy 99"
- The Irish ROvers "Drunken Sailor"
- ブルース・ブラザース "Think"
- Bon Jovi "In ANd Out Of Love"
- 3OH!3 "My First Kiss"
- The Never Land Pirate Band "Pirate Password"
- BZMR "Bazooka!"
- Soprano "Cosmo"
- Rihanna "Where Have You Been"

## 他団体との交流

### 他バスケットボール団体との交流
- bjリーグ ALL STAR GAME 2012-1013では、B-ROSEからDomi Maki Yukina Chi-の4人が関東オールスターチアリーダーズの一員として出場した[65]。
- bjリーグ ALL STAR GAME 2014-1015では、B-ROSEからChi-が代表してオールスターチアリーダーズの一員として出場した[66]。

### バスケットボール以外の団体との交流
- 一般社団法人プロフェッショナルチアリーディング協会と協力体制にあり、B-ROSEのB-ROSEディレクター/プロデューサーである植村綾子が同協会のディレクターを務めており、同氏を通じて同協会からのチームディレクションを受ける関係にある。またB-ROSEのメンバーの内数名は、一般社団法人プロフェッショナルチアリーディング協会のチアリーディングチーム「オールスタープロチアリーダーズ」のメンバーと兼任している。2016-2017のメンバーではMAKI,SAYAKA,MARIAの3名[67]、2017-2018のメンバーでもMAKI,SAYAKA,MARIAの3名がB-ROSEの活動と兼任をしている[68]。
- 一般社団法人プロフェッショナルチアリーディング協会のチームディレクションを受けているチアリーディングチームという位置付けでは、千葉ジェッツのフライトクルーチアリーダーズ「STAR JETS｣、「B.LEAGUE ALLSTAR CHEERLEADERS｣、三遠ネオフェニックスの「FIRE GIRLS｣、群馬クレインサンダーズの「CRATHERS｣、アースフレンズ東京Zの「Zgirls｣、LIXILディアーズの「CHEERLEADERS｣、埼玉武蔵ヒートベアーズの「Honey Bees｣、ヤクルトスワローズサラリーマンナイターの「パワーアップガールズ（PUG)｣などは姉妹チアリーディングチームの関係にある[69]。

## B-ROSE ユース
21名 ※2018年10月現在
定期的(3か月1回程度)にオーディションを開催。選考を行い、1～2名程のメンバー追加を定期的に行っている
。

### メンバー
Jrユース:Kanon,Mariko,Saai,Sana,Yuna,Yuuna
ジュニア:Aina,Haruka,Hina,Junna,Kana,Nao,Rin,Sakurako
キッズ:Anna,Hinata,Kohana

### 活動実績(2018 - 2019)[70]
- 2018年 4月 ホームゲーム出演
- 2018年 5月 2018年度 第1回定期オーディション 開催
- 2018年 6月 トップチームB-ROSE 合同レッスン / トップチームB-ROSE オーディション見学
- 2018年 7月 荏田地区夏祭り 出演
- 2018年 8月 すみれ祭り 出演 /全スクール合同発表会「Dream Atage」 出演 /見花山夏祭り 出演 /2018年度 第2回定期オーディション 開催
- 2018年 9月 ららぽーと横浜「選手によるトークショー＆サイン会」「B-ROSEステージ」出演
- 2018年 10月 ホームゲーム 出演 / 第43回中区民祭り「ハローよこはま2018」 出演
- 2018年 12月 ホームゲーム出演 /「B-ROSE チアクリスマス」 出演
- 2019年 1月 ホームゲーム出演 / 2018年度 第3回定期オーディション 開催
- 2019年 2月 ホームゲーム出演／イベント出演
- 2019年 3月 ホームゲーム出演／イベント出演

## 横浜ビー・コルセアーズ　チアリーディング　スクール一覧
在籍数数　240名 ※2018年10月現在

### スクール
- ビーコルセンター（都筑区センター北）2018年3月～
- たきがしら会館（磯子区）
- 横浜バディスポーツ幼児園 横浜校（都筑区センター南）
- 横浜バディスポーツ幼児園 長津田校(長津田)
- 横浜国際プール（都筑区北山田）
- 都筑スポーツセンター(都筑区池辺町）
- 戸塚スポーツセンター(戸塚区）
- よみうりカルチャー横浜 (西区）

### 活動実績(2018 - 2019)[70]
- 2018年7月 仲町台グルメフェスタ出演
- 2018年8月 牛久保東夏祭出演 / すみれ夏祭り出演 / 横浜ビー・コルセアーズチアリーディングスクール「Dream Stage2018」出演
- 2018年9月 こそだてMIRAIフェスタproduce by BABY&KID’s FESTA出演
- 2018年10月 たきがしら会館「横浜スポーツ・レクリエーションフェスティバル」出演
- 2018年12月ホームゲーム3試合出演
- 2019年3月 ホームゲーム3試合出演

## 備考
- 2011-2012シーズンにおけるB-ROSEメンバーのKeiko(本田景子)は、2018年から NFLジャクソンビル・ジャガーズチアリーダー「ジャクソンビル・ロアー」で活動している。
- 横浜ビー・コルセアーズのオフィシャルブーストソング「We are B-CORSAIRS」の歌手であるEyes'との共演機会が多い。
- 横浜ビー・コルセアーズのマスコットキャラクター｢コルス｣くんとダンスパフォーマンスなどで共演することが多いが、2017-18シーズンからは｢コルス｣の登場機会の減少もあり、共演の機会は漸減している。
- 結成初年度のB-ROSE以外の横浜ビー・コルセアーズパフォーマンスチームは、エンターテイメントミュージシャン「童謡R&B MISAKOH」、太っちょダンスエンターテイメント集団「METABOLIXX」、エンターテイメントパフォーマー「OMMY」であった。